# Torre Rizzi
Torre Rizzi oder La Torre ist ein mittelalterlicher Festungskomplex in der Gemeinde Piozzano in der italienischen Emilia-Romagna. Er liegt auf den ersten Hügeln des Apennins von Piacenza im Luretta-Tal auf etwa 350 Meter Seehöhe an einem Punkt, von dem aus man einen weiten Blick über die Poebene hat, umgeben von hundertjährigen Eichen, an der Verbindungsstraße zwischen Piozzano und Rezzanello.

## Geschichte

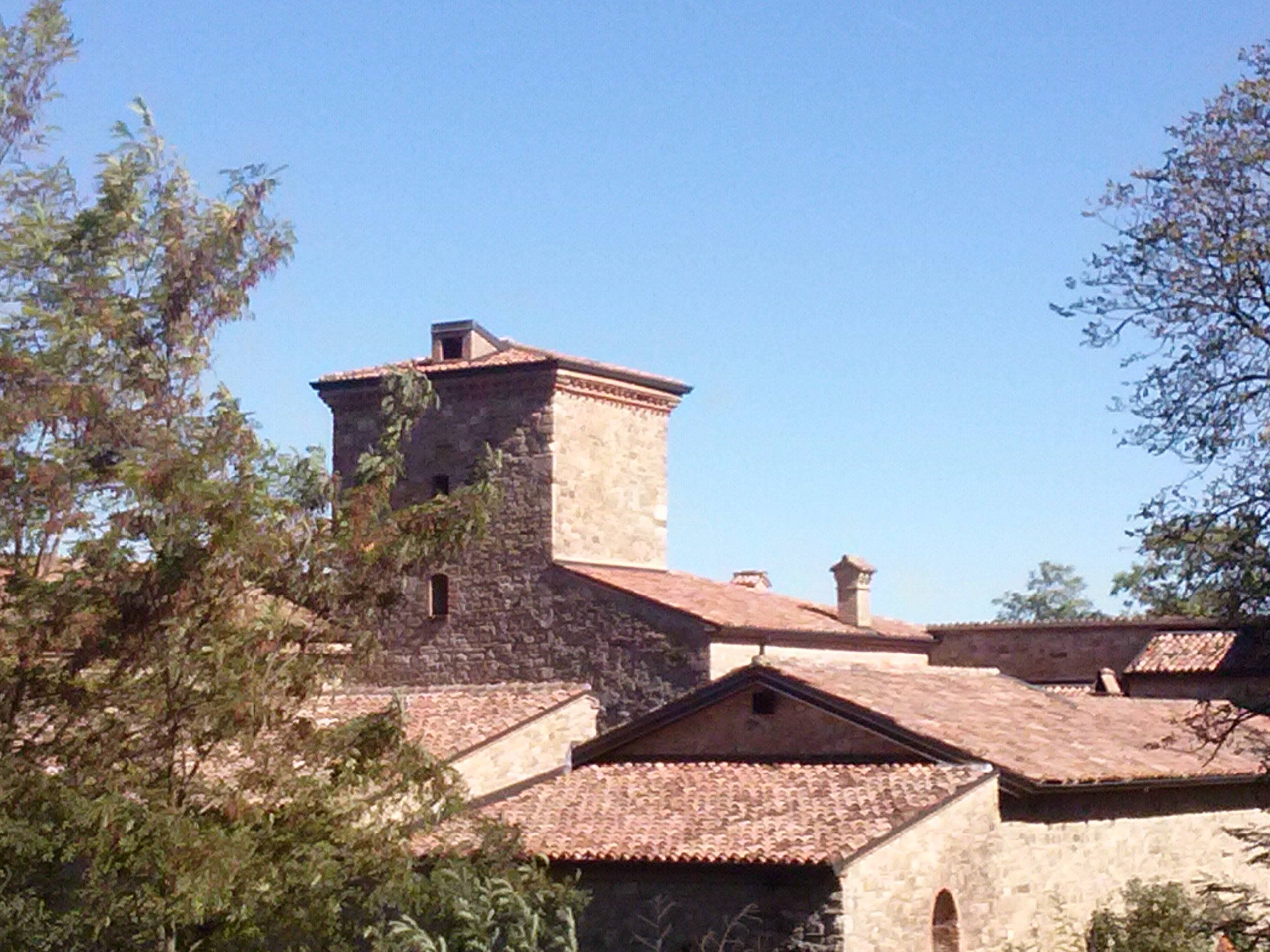
Detail des Torre Rizzi

1385 gehörte die Burg Giovanni und Marco Dolzani, fiel dann in den Hände der Anguissolas und 1431 in die von Gian Francesco della Veggiola, der von den Überlassungen profitierte, die Filippo Maria Visconti denjenigen örtlichen Familien angedeihen ließ, die die Politik der Viscontis unterstützt hatten. Als er im selben Jahr die Investitur in das Lehen von Piozzano erhalten hatte, ließ Gian Francesco della Veggiola die Festung erweitern und sie in eine elegante Adelsresidenz umwandeln, wie der Epigraph an der Fassade bezeugt: „Haec sibi posterisque Johannes Franciscus Vigiola comes aedificavit aedes“ (dt.: Graf Johannes Franziskus Vigiola baute diese Häuser für sich und seine Nachkommen). Nachdem Veggiola unter dem Verdacht des Verrats 1447 erhängt wurde, fiel der Turm an die Paveri-Fontanas und gegen Ende des 18. Jahrhunderts an die Rizzis.

### Heute
Die Spornburg, die seit langer Zeit aufgegeben und vollständig von der Einrichtung und jedem Zierrat entleert worden ist, gehört heute dem italienischen Kultusministerium und steht zum Verkauf.

## Sage
Einer lokalen Sage nach soll es einen unterirdischen Gang geben, der die Torre Rizzi mit dem Castello di Canova verbindet, das etwa einen Kilometer westlich liegt.